# Grad Larisa
Grad Larisa (grško κάστρο Λάρισα, tudi grad Argos) je srednjeveški grad, ki leži zahodno od mestnega območja Argosa na Peloponezu v Grčiji.
Imenuje se po hribu, na katerem stoji, Larisa, ki je lik v grški mitologiji. Ohranjeni so pomembni deli sistema, ki omogočajo razumeti razvoj gradu od časa zgodnjega helenizma do časa turške zasedbe. Grad je bil od antike (najprej kot akropola) neprekinjeno v uporabi do 19. stoletja.

## Zgodovina
Prvi nastavek je bil v mikenski dobi. Antični zidovi so iz 5. stoletja pr. n. št., še vedno je jasno viden talni zid. Leta 146 so grad osvojili Rimljani in leta 395 Vizigoti pod Alarikom. Leta 600 je prišel v roke Slovanom, ki so se naselili na polotoku.
Bizantinci so v 12. stoletju zgradili novo trdnjavo. Leta 1205 so je osvojili križarji pod vodstvom Godfreyja Villehardouina. On jo je izročil Ottu de la Rochè, kralju vojvodine Atene, za oboroženo pomoč. Od 1212 so grad uporabljali kot starejši gradbeni material. 1394 je bil prodan Beneški republiki, 1463 so končno postali lastniki gradu Turki. 1821 je trdnjavo osvojil Demetrij Ipsilanti v grški vojni za neodvisnost. V naslednjem obdobju ni igral nobene vloge v vojaških akcijah.
- Beneški koničast branik na turškem okroglem braniku
- Helenistični zid
- Zidovje iz frankovskih časov